# 関口一郎
関口 一郎（せきぐち いちろう、1946年3月24日 - 2001年9月25日）は、日本のドイツ語学者。
今もなお日本のドイツ語教育の改革者として知られ、同じくドイツ語学者関口存男を祖父に持つ。

## 経歴・人物
長野県茅野市生まれ。東京都日野市で育つ。東京都立南多摩高等学校卒業後、1968年、上智大学文学部卒業。1973年、早稲田大学大学院文学研究科博士課程修了。高校卒業時までは名門のギター教室に通うなど、音楽を愛好し、早稲田大学院在籍中は、文学に転向、ペンネームで小説を文学同好会の冊子に発表している。1976年から1978年までアーヘン大学に留学以降、東欧も含め東西ドイツ渡航歴多数。1988年にはサバティカルとしてミュンヘン在住。慶應義塾大学商学部ドイツ語教員を経て、慶應義塾大学総合政策学部教授。元NHKテレビ・ドイツ語講座講師。執筆した教科書（「Hallo, München!」「関口・初等ドイツ語講座」）・他著書多数。晩年に発売された『「学ぶ」から「使う」外国語へ―慶應義塾藤沢キャンパスの実践』（集英社新書）は、当時の語学教育書として記録的ベストセラーとなる。
1984～1988年、NHK教育テレビ「ドイツ語講座」の講師としても活躍し、外国語講座の新たなスタイルを確立した。1986年7月、慶應義塾大学新学部（現：湘南藤沢キャンパス）検討委員に選ばれ、新学部の構想に携わる。1987年6月新学部設立準備委員として、具体的な実行プランの検討を始める。湘南藤沢キャンパスではインテンシブ外国語の計画と立ち上げに尽力し、コミュニケーション中心の「使う」外国語教育を目指した。旧言語コミュニケーション研究所所長という学問分野の肩書きのほかにも、初代Student Life委員長を務め、七夕祭などのイベントにおいて学生を支援するなど幅広く活動した。1994年慶應義塾大学より義塾賞（小林栄三郎／平高史也と共同受賞）を代表授与。